# 炉畑遺跡

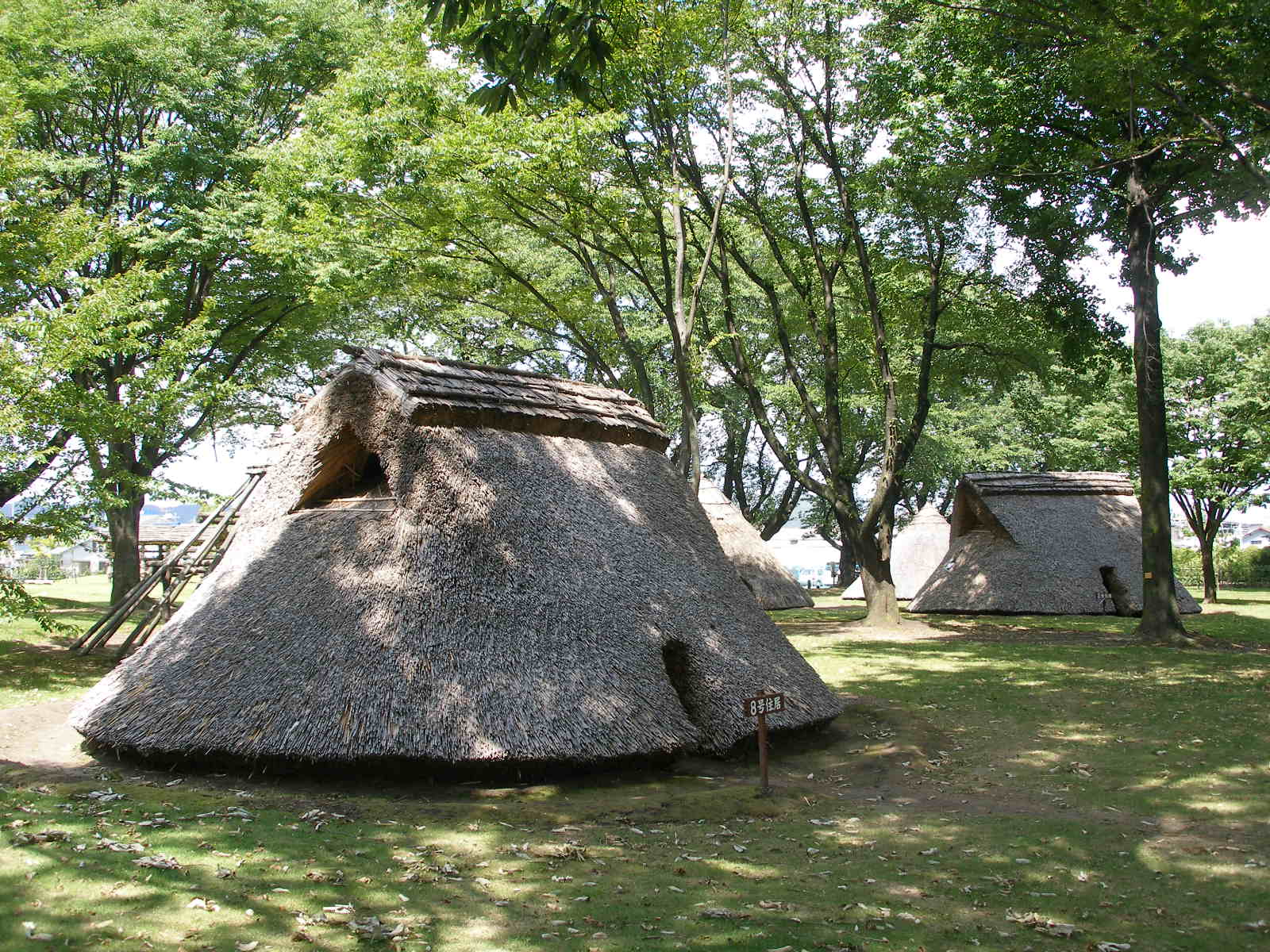
炉畑遺跡の竪穴建物群

炉畑遺跡（ろばたいせき）は、岐阜県各務原市にある各務原台地のほぼ中央に位置する縄文時代中期～晩期の集落遺跡である。2006年に炉畑遺跡公園として整備され、縄文時代の風景や生活スタイルを体感し遊びながら縄文時代を学べる。岐阜県指定史跡に指定されており、また出土品が岐阜県指定重要文化財に指定されている。

## 概要
- 1966年（昭和41年） - 土地改良工事の際に発見される。現在までに6回の発掘調査が行なわれ、10棟以上の竪穴建物跡や、高床倉庫の原型の倉庫、石囲炉の遺構が検出された。その他、多数の縄文土器、石器などの道具や、棺が見つかっている。
- 1974年（昭和49年） - 遺跡が岐阜県指定史跡に、出土品が岐阜県指定重要文化財にそれぞれ指定される。
- 2001年（平成12年） - 6棟の竪穴建物が再現されていたが不審火で焼失する。
- 2006年（平成18年）6月 - 炉畑遺跡公園として再整備される。
- 炉畑遺跡公園の北側に新たな遺跡が発掘され、公園の拡張を予定している。

## 炉畑遺跡公園

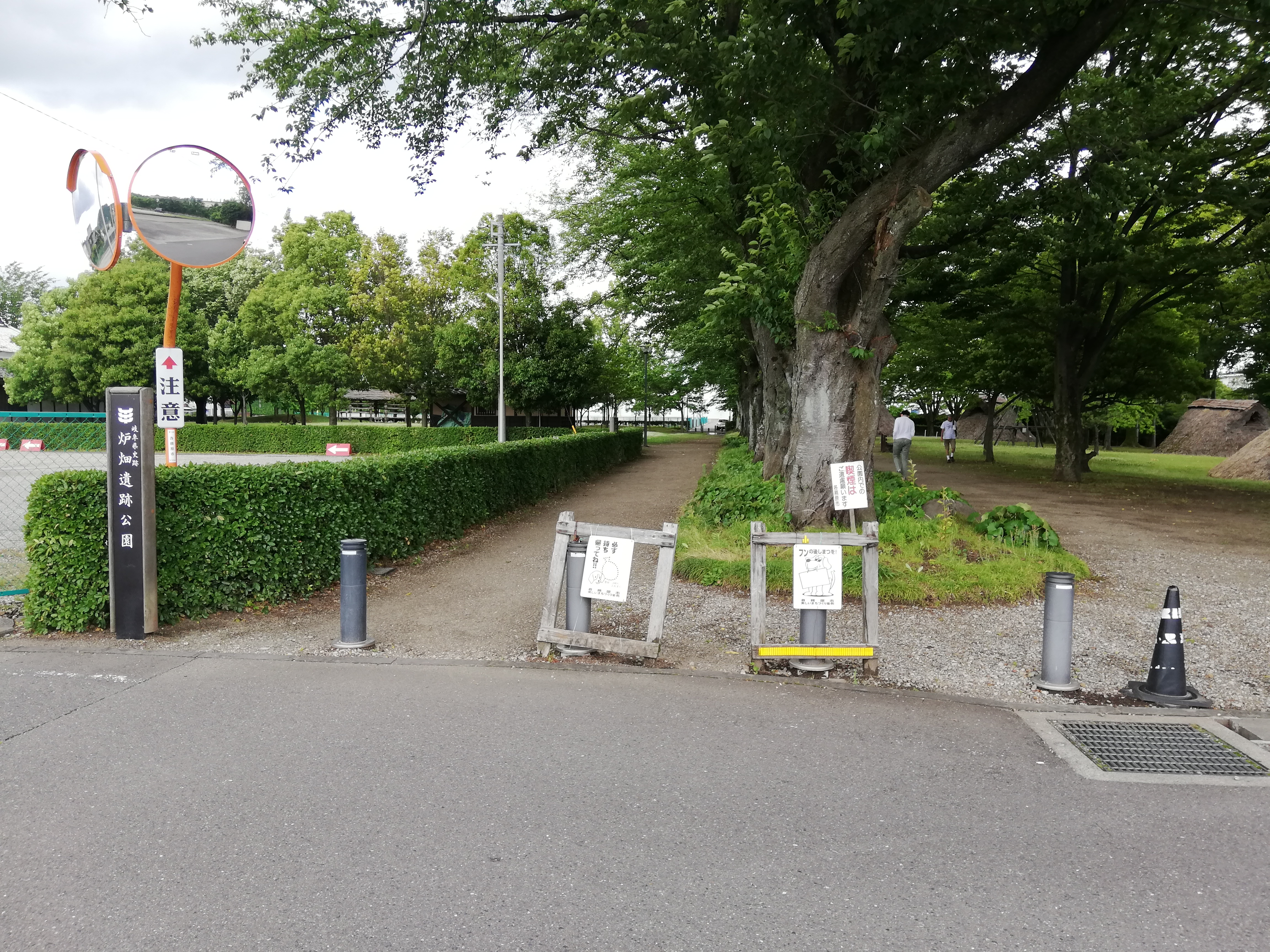
公園の西側入口

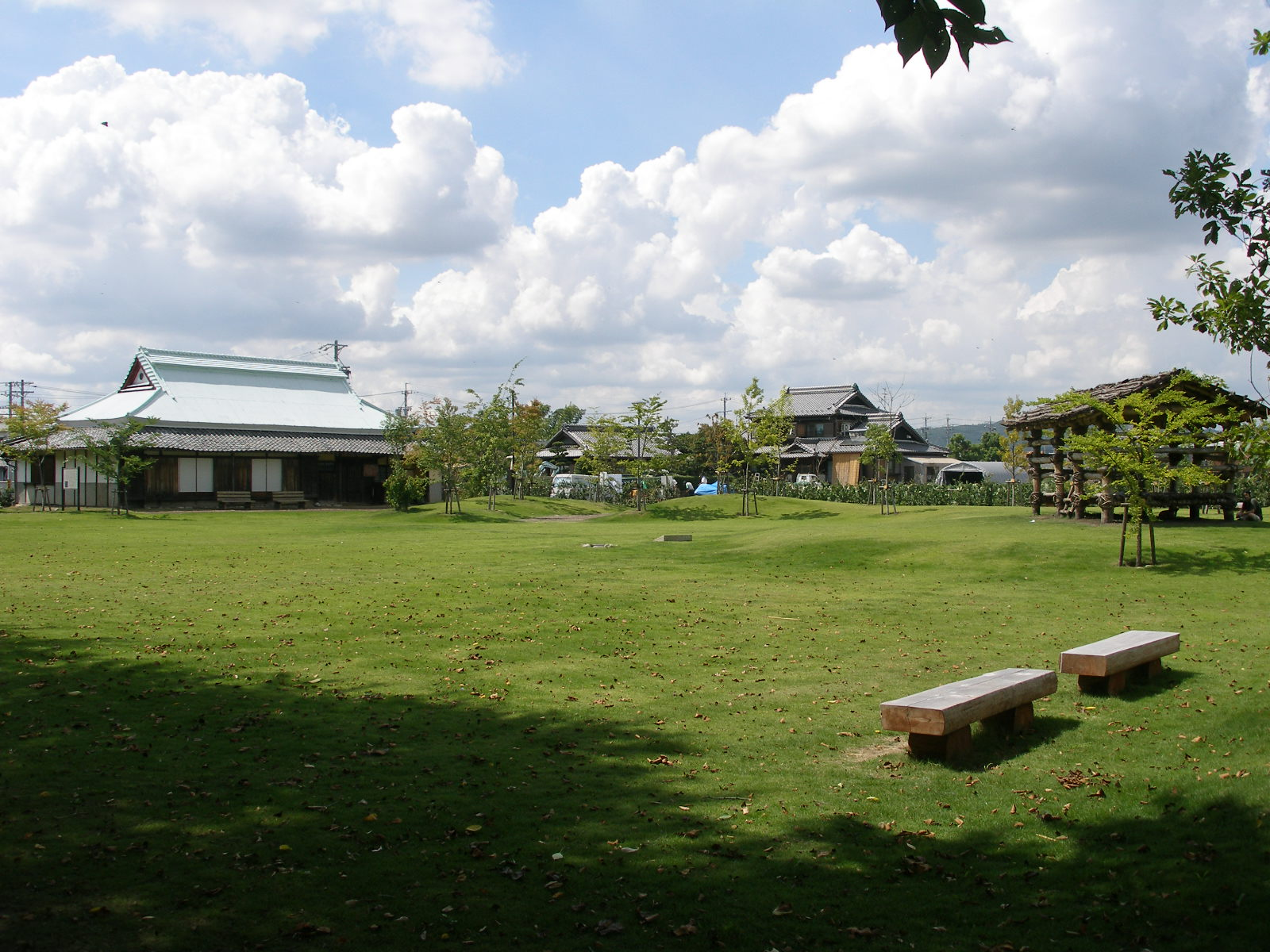
芝生広場（左奥が旧桜井家、右奥に掘立柱建物）

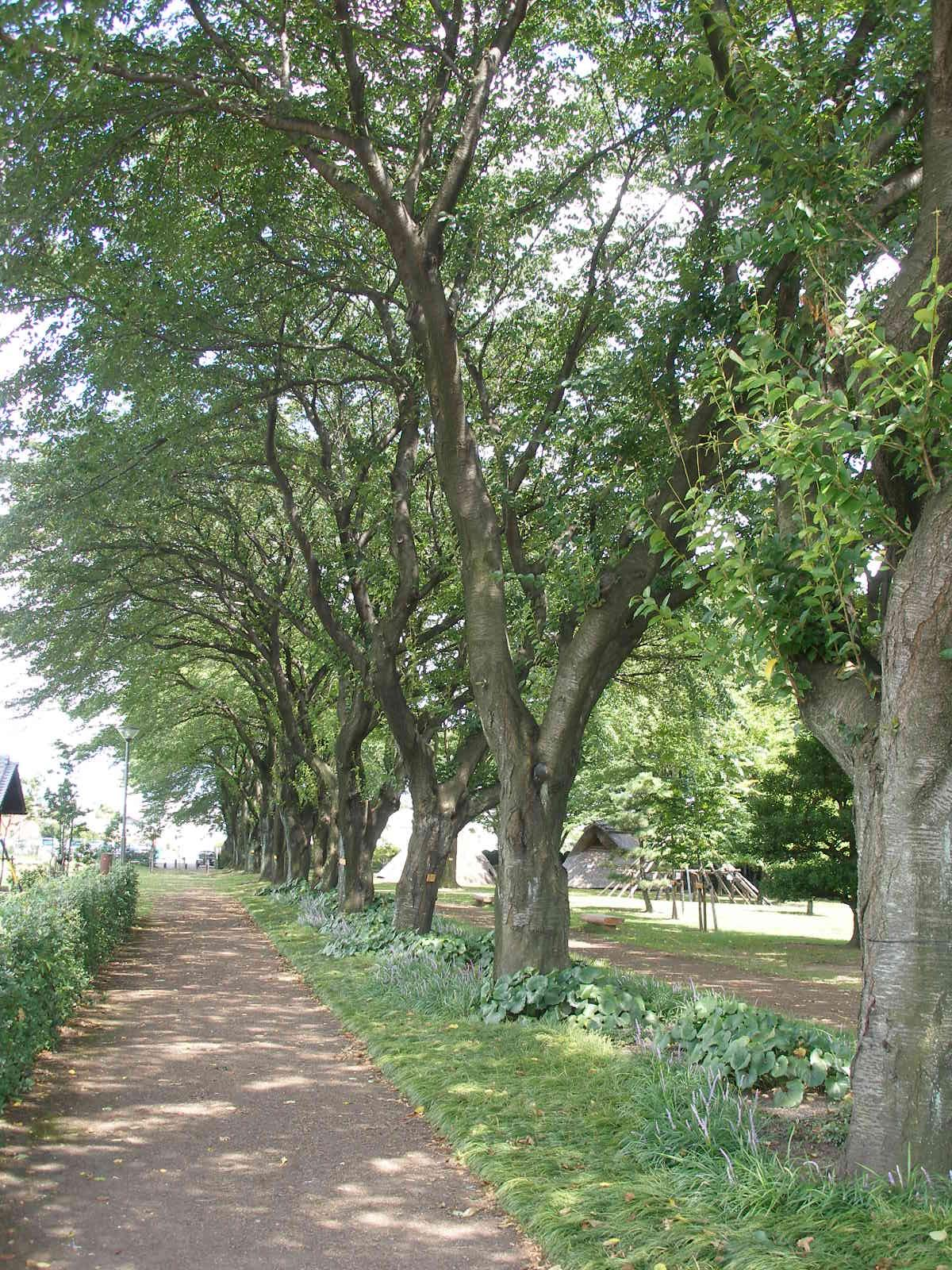
ソメイヨシノに囲まれたエントランスゾーン

### 縄文の風景展示ゾーン
縄文時代の風景が体感できる区域。
- 縄文のむらエリア
  - 縄文人の家、竪穴建物が再現してある。内部に入って見学ができる。

- 縄文の森エリア
  - 縄文人が食用としたクルミやクリ、この地域の自然植生のケヤキ、シラカシ、エノキ等が植えてあり当時の森を体感できる。

### 体験学習ゾーン
芝生広場を中心とした縄文人の生活体験区域。
- 広場エリア
  - 芝生広場に掘立柱建物（ほったてばしらたてもの）と石囲炉（いしがこいろ）を再現してあり、触れて体験できる。

- 憩いのエリア
  - ベンチやトイレ等がある。ピクニックや休憩ができる。

### エントランスゾーン
ソメイヨシノに囲まれた現代から縄文時代へのアプローチ。

### 開園時間および休園日
- 開園時間：午前8時30分～午後5時00分
- 休園日：年末年始（12月28日～翌年1月3日）
- 入園料：無料

## 所在地
- 岐阜県各務原市鵜沼三ツ池町6-342

## アクセス
- 各務原市ふれあいバス稲羽線「恵みの湯」バス停下車、徒歩で約15分。
- 名鉄各務原線 二十軒駅下車、徒歩で約15分。
- JR高山本線 各務ケ原駅下車、徒歩で約25分。

## 駐車場
- 第1駐車場：大型バス3台、普通車17台
- 第2駐車場：普通車34台

## その他
炉畑遺跡公園敷地内に各務原市の有形民俗文化財に指定されている旧桜井家があり、老朽化により現在修復工事中である。
出土品は各務原市立中央図書館建物の3階にある各務原市埋蔵文化財調査センターに展示保管されている。